# Marcela Zacarías
Marcela Zacarías (San Luis Potosí, 26 de março de 1994) é uma tenista profissional mexicana.